# یواس‌اس ال‌اس‌تی-۸۵۰
یواس‌اس ال‌اس‌تی-۸۵۰ (به انگلیسی: USS LST-850) یک کشتی بود که طول آن ۳۲۸ فوت (۱۰۰ متر) بود. این کشتی در سال ۱۹۴۴ ساخته شد.